# 大津町 (名古屋市)
大津町（おおつまち）は、愛知県名古屋市中区の地名。清洲越しの町。
名古屋市の行政やビジネスの中心である中区において名古屋簡易裁判所、名古屋家庭裁判所、名古屋地方裁判所、名古屋高等裁判所から近いこともあって法律事務所が非常に多いのが特色。

## 歴史

### 町名の由来
清須時代の旧地名に由来する。山城国大津から四郎左衛門なる人物が移住したことによるという。

### 沿革
- 1871年（明治4年）9月29日 - 瀬戸物町全域と朝日町の一部を編入する[1]。
- 1878年（明治11年）12月20日 - 名古屋区成立に伴い、同区大津町となる[5]。
- 1889年（明治22年）10月1日 - 名古屋市成立に伴い、同市大津町となる[5]。
- 1908年（明治41年）4月1日 - 東区成立に伴い、同区大津町となる[1]。
- 1944年（昭和19年）2月11日 - 栄区成立に伴い、同区大津町となる[1]。
- 1945年（昭和20年）11月3日 - 栄区廃止に伴い、中区大津町となる[1]。
- 1966年（昭和41年）3月30日 - 住居表示実施に伴い、1〜4丁目が丸の内三丁目、4・5丁目が錦三丁目に編入され消滅[1]。